# Pachnobia laetabilis
Pachnobia laetabilis är en fjärilsart som beskrevs av Zetterstedt 1839. Pachnobia laetabilis ingår i släktet Pachnobia och familjen nattflyn. Inga underarter finns listade i Catalogue of Life.